# ندر تپه
ندر تپه مربوط به دوران پیش از تاریخ ایران باستان است و در شهرستان آق قلا، روستای سقریلقی واقع شده و این اثر در تاریخ ۱۰ خرداد ۱۳۸۲ با شمارهٔ ثبت ۸۸۳۰ به‌عنوان یکی از آثار ملی ایران به ثبت رسیده است.